# Johann Jakob Griesbach
Johann Jakob Griesbach (Butzbach, 4 gennaio 1745 – Jena, 24 marzo 1812) è stato un filologo e biblista tedesco.
Allievo di Johann Salomo Semler all'Università di Halle, divenne professore di studi neotestamentari all'Università di Jena. Fu il primo ad utilizzare il termine "sinottici" per indicare i primi tre vangeli: Marco, Matteo e Luca.
La sua fama deriva dal contributo dato all'esegesi del Nuovo Testamento, in particolare con Symbolae criticae ad supplendas et corrigendas variarum N. T. lectionum collectiones, Halle 1793, che diede inizio ad una nuova era negli studi sui Vangeli. La sua soluzione per il problema sinottico prende il nome di ipotesi di Griesbach, ma correntemente le è preferita l'ipotesi delle due fonti.